# Arctia flava
Arctia flava là một loài bướm đêm thuộc phân họ Arctiinae, họ Erebidae.